# Etheostoma lemniscatum
Etheostoma lemniscatum är en fiskart som beskrevs av Blanton 2008. Etheostoma lemniscatum ingår i släktet Etheostoma och familjen abborrfiskar. Inga underarter finns listade i Catalogue of Life.